# Diözese von Newrokop

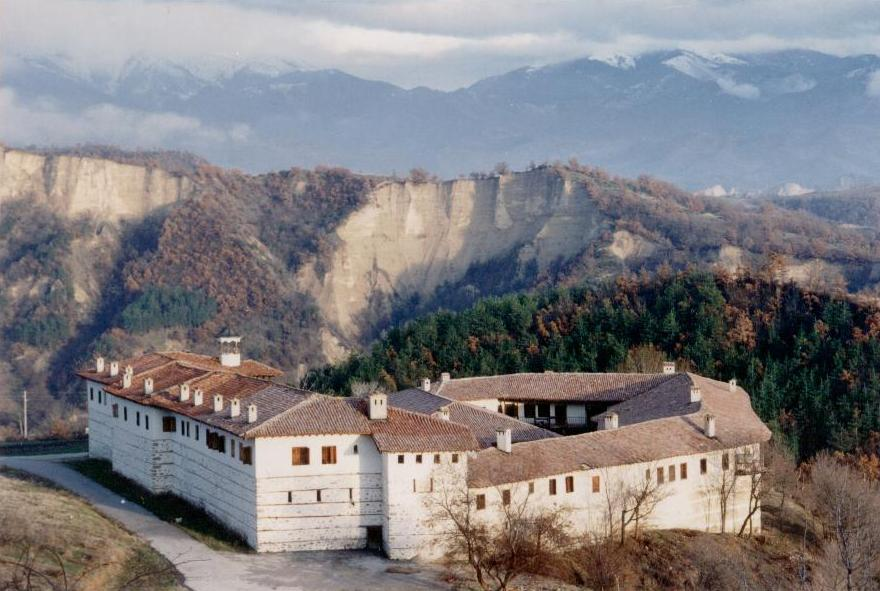
Westseite des Roschenklosters

Die Diözese von Newrokop (bulgarisch Неврокопска епархия/Newrokopska eparchija) ist eine Eparchie (Diözese) der Bulgarisch-orthodoxen Kirche mit Sitz in Blagoewgrad. Die Diözese Newrokop teilt sich heute in 5 Okolii: Newrokop (heute Goze Deltschew), Blagoewgrad, Raslog, Sandanski und Petritsch. Die Diözese Newrokop wurde 1890 gegründet und durch einen Sultansberat bestätigt.

## Metropoliten

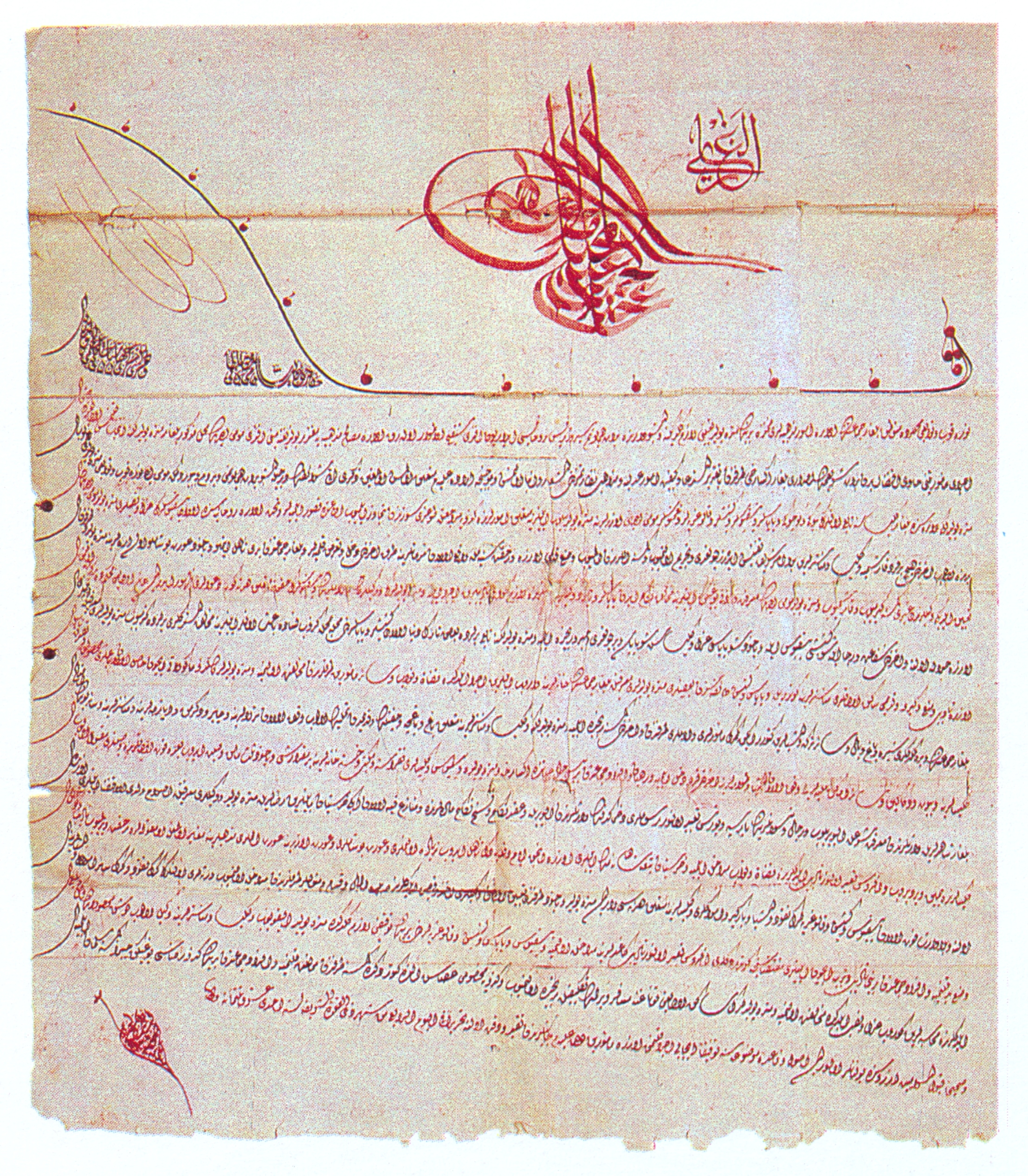
Osmanische Ernennungsurkunde (Berât) für Metropolit Ilarion (1894)

- Ilarion (1894–1912)
- Makarij (1916–1934)
- Boris (1935–1948)
- Pimen (1952–1992)
- Nathanail (1994–2013)
- Seraphim (2014- )

## Wichtige Kirchenbauten
- Kloster Roschen
- Kloster Goze Deltschew
- Kloster Sandanski
- Kloster Tschurilowo

- Die Hl.-Georg-Kirche in Blagoewgrad
- Die Hl.-Nikola-Kirche in Melnik